# Фрешфилд, Дуглас
Ду́глас Фре́шфилд (англ. Douglas Freshfield; 27 апреля 1845 — 9 февраля 1934) — член английского Альпийского клуба с 1864 и президент Королевского географического общества с 1914—1917. Занимался альпинизмом во многих странах мира, исследовал горы Скандинавии, Испании, Португалии, итальянских и японских островов, Балканских стран. Путешествовал по Северной и Южной Африке, Юго-Восточной Азии, организатор экспедиции на Эверест. Главным альпинистским подвигом Фрешфильда стало открытие для европейцев Кавказа.

## Биография
Свое первое восхождение Дуглас Фрешфилд совершил в 1850 г. в возрасте пяти лет в горах Уэльса. Его отец занимал важный пост в Государственном банке Британии, мать увлекалась литературой, историей, географией и альпинизмом. В те годы альпинизм был занятием аристократов. Под влиянием матери семейство Фрешфилдов почти каждое лето выезжало в Альпы. Миссис Фрешфилд даже написала книгу «Леди на альпийских тропах». Это первая альпинистская книга, написанная женщиной. По окончании университета молодой Дуглас стал готовить экспедицию на Кавказ. Альпинизм тех лет носил исследовательский характер. В восхождение было принято брать с собой различные измерительные приборы, поэтому подготовка экспедиции занимала определенное время.
Всего Фрешфилд совершил три экспедиции на Кавказ: в 1868, 1887, 1889 гг. Во время этих путешествий Фрешфильд побывал в Осетии, Балкарии, Сванетии, совершил восхождения на Казбек и Эльбрус. По признанию самого Фрешфилда Кавказ был «великой страстью всей его жизни». Именно Фрешфилд своим смелым путешествием на Кавказ открыл новую главу в истории покорения гор: «альпинизм за пределами Альп».
Итогом его путешествий стало двухтомное сочинение «Исследование Кавказа». Оно вышло в 1896 с иллюстрациями известного фотографа с мировым именем Витторио Селла. Книги Фрешфилда считаются одними из лучших дореволюционных трудов, посвященных Кавказу и его жителям. Это скорее научная работа, чем дневник с личными заметками, но среди страниц, посвященных описанию флоры и фауны гор, с интересом читаем, как Фрешфилд описывает радушный прием «хозяина ущелья князя Исмаила Урусбиева», который выделил для сопровождения иностранцев при восхождении на Эльбрус пять человек, в том числе восьмидесятилетнего старца Ахию Соттаева. Оказавшись у основания предвершинных скал, альпинисты решили, что подъем невозможен, но тут увидели двух своих носильщиков, которые с грузом быстро нагоняли их. Это были старик Соттаев и Дячи Джампуев. С этого момента лидерство в подъеме на вершину перешло к горцам, которые вырубали во льду путь, пока крутой подъем не закончился. Фрешфилд вспоминал: Далее хребет был удобен. И по указанию носильщиков мы шли по нему гуськом, спрятав руки в карманы… пока не достигли высшей точки в виде голой скалы, окруженной снегом… Это и была вершина Эльбруса».
Вернувшись на родину, Фрешфилд стал инициатором и организатором преподавания географии в Кембридже и Оксфорде. В 1907 с визитом в Лондон прибыл председатель Русского горного общества Александр Карлович фон Мекк. Он привез Фрешфилду специальный диплом, подтверждающий его статус почетного члена общества.